# Igor Oprea
Igor Oprea, né le 5 octobre 1969 à Chișinău en Moldavie, est un footballeur international moldave, devenu entraîneur à l'issue de sa carrière, qui évoluait au poste de milieu central. 
Il compte 44 sélections et 4 buts en équipe nationale entre 1992 et 2001.

## Biographie

### Carrière de joueur
Au cours de sa carrière, il remporte quatre championnats de Moldavie et sept coupes de Moldavie.
Il dispute 12 matchs en Ligue des champions, pour 3 buts inscrits, ainsi que 7 matchs en Coupe de l'UEFA.

### Carrière internationale
Igor Oprea compte 44 sélections et 4 buts avec l'équipe de Moldavie entre 1992 et 2001. 
Il est convoqué pour la première fois par le sélectionneur national Ion Caras pour un match amical contre la Lituanie le 20 mai 1992 (1-1). Par la suite, le 20 août 1992, il inscrit son premier but en sélection contre le Soudan, lors d'un match amical (victoire 2-1). Il reçoit sa dernière sélection le 15 août 2001 contre le Portugal (défaite 3-0).

## Palmarès
- Avec le Tiligul Tiraspol :
  - Vainqueur de la Coupe de Moldavie en 1993, 1994 et 1995

- Avec le Zimbru Chișinău :
  - Champion de Moldavie en 1996, 1998, 1999 et 2000
  - Vainqueur de la Coupe de Moldavie en 1997, 1998, 2003 et 2004